# Тарасов, Павел Сергеевич
Павел Сергеевич Тарасов (26 декабря 1901 — 6 апреля 1970) — советский государственный и политический деятель, председатель Московского областного исполнительного комитета, участник Гражданской войны в России.

## Биография
Родился 26 декабря 1901 года в с. Стафурлово Рязанского уезда Рязанской губернии Российской империи в семье русских потомственных рабочих-текстильщиков. С мая 1912 г. крестьянин в своем хозяйстве. Окончил школы и с февраля 1917 г. батрак в кулацком хозяйстве в Стафурлово, с ноября 1917 г. вновь крестьянин в своем хозяйстве. С июня 1918 г. добровольно в Рабоче-крестьянской Красной армии: красноармеец караульной роты в Рязани и Звенигороде Московской губернии. С сентября 1919 г. участвовал в Гражданской войне в России: воевал против войск Юденича под Петроградом красноармейцем 1-го Московского губернского коммунистического батальона Западного фронта. В апреле 1920 г. ранен и находился на излечении у отца в Стафурлово. В 1920 г. вступил в комсомол, а с декабря 1920 г. стал кандидатом в члены коммунистической партии. С августа 1920 г. член отдела труда волостного исполнительного комитета в с. Екимовка Рязанского уезда. В 1921 году окончил совпартшколу. С августа 1921 г. делопроизводитель Рязанского уездного комитета РКП(б). Член РКП(б) с сентября 1921 года. С марта 1923 г. заведующий экономическим отделом, с декабря 1924 г. ответственный секретарь Рязанского уездного комитета ВЛКСМ. С марта 1927 г. инструктор Рязанского уездного комитета ВКП(б). С августа 1927 г. секретарь Рязанского волостного комитета ВКП(б). С октября 1928 г. инструктор Рязанского уездного комитета ВКП(б). С июля 1929 г. секретарь Старожиловского райкома ВКП(б) в Московской области. С января 1932 г. секретарь Ряжского райкома ВКП(б) в Московской области. С апреля 1937 г. 1-й секретарь Волоколамского райкома ВКП(б) в Московской области. С апреля 1938 г. 3-й секретарь Московского комитета ВКП(б). С 9 января 1940 г. по 8 апреля 1947 г. председатель Исполнительного комитета Московского областного Совета (Мособлисполкома). Деятельность Тарасова по организации партизанского движения в Подмосковье в 1941—1942 годы высоко оценивал в своей книге «Народные мстители» секретарь Московского комитета ВКП(б) Сергей Яковлевич Яковлев. С сентября 1947 г. слушатель Высшей партийной школы при ЦК ВКП(б). С ноября 1950 г. заместитель по кадрам, с октября 1951 г. заместитель управляющего, с сентября 1955 г. управляющий Центральным банком коммунального хозяйства и жилищного строительства (Цекомбанк) СССР. С 1959 г. на пенсии в Москве.
Избирался депутатом Верховного Совета СССР 1-го (с 23 февраля 1941 года) и 2-го созывов, Верховного Совета РСФСР 1-го и 2-го созывов (от Звенигородского округа Московской области).
Умер 6 апреля 1970 года в Москве. Похоронен на Новодевичьем кладбище (участок № 6, ряд 22, место 9).

## Награды
Орден Ленина, Орден Трудового Красного Знамени, Орден Отечественной войны I степени, Орден Красной Звезды и медалями.